# Roberto Farinella
Mons. Roberto Farinella (* 24. května 1968, Castellamonte) je italský římskokatolický duchovní a biskup Bielly.

## Život
Narodil se 24. května 1968 v Castellamonte.
Vstoupil do kněžského semináře v Ivrei. Poté přešel do Almo collegio Capranica v Římě, kde na Papežské univerzitě Gregoriana získal licenciát z kanonického práva. Dne 24. září 1994 byl biskupem Luigim Bettazzim vysvěcen na kněze. Zastával funkci defensora vinculi a od roku 1999 soudce regionálního církevního soudu. Roku 2001 byl jmenován rektorem diecézního semináře a roku 2014 biskupským vikářem pro zasvěcený život.
Dne 27. července 2018 jej papež František jmenoval biskupem Bielly. Biskupské svěcení přijal 29. září z rukou biskupa Edoarda Alda Cerrata a spolusvětiteli byli biskup Gabriele Mana a biskup Luigi Bettazzi.